# 南元町 (王寺町)
南元町（みなみもとまち）は、奈良県北葛城郡王寺町の地名。住居表示実施済み。南元町一丁目から三丁目までが設置されている。郵便番号636-0015。

## 地理
明神山の麓に位置する新興住宅地「王寺スカイヒルズ」として阪神電気鉄道などによる開発が行われている。

### 山岳
- 明神山 - 標高274m。

## 歴史
平成21年(2009年)5月に元町から分離して設置される。